# أليخاندرو نورييغا
أليخاندرو نورييغا (بالإسبانية: Alejandro Noriega)‏ هو لاعب كرة قدم أرجنتيني في مركز الهجوم، ولد في 9 أغسطس 1984 في Cañuelas, Buenos Aires ‏ في الأرجنتين. لعب مع تيغري ولوس أنديس.

## وصلات خارجية
- أليخاندرو نورييغا على موقع قاعدة بيانات كرة القدم.إي يو (الإنجليزية)
- أليخاندرو نورييغا على موقع Soccerway.com (الإنجليزية)
- أليخاندرو نورييغا على موقع عالم كرة القدم.نت (الإنجليزية)